# ویلشتت
ویلشتت (به آلمانی: Willstätt) یک شهر در آلمان است که در ارتناوکرایس واقع شده‌است. ویلشتت ۹٬۱۷۲ نفر جمعیت دارد.